# Paolo Di Canio
Paolo Di Canio, né le 9 juillet 1968 à Rome, est un footballeur italien. Il a occupé le poste d'attaquant puis le rôle d'entraîneur.

## Biographie

### Carrière de joueur
Commençant sa carrière à la Lazio de Rome dès l'âge de 17 ans, il joue par la suite à la Ternana, à la Juventus, à SSC Naples et au Milan AC, avant de poursuivre son parcours en Grande-Bretagne.
Élu meilleur joueur du championnat écossais en 1997 après avoir inscrit 15 buts en 37 rencontres disputées avec le Celtic, il rejoint ensuite Sheffield Wednesday, West Ham United, puis Charlton Athletic. Durant son passage en Premier League, Paolo Di Canio est élu meilleur joueur de la saison 1999-2000 par les supporters de West Ham et son but inscrit face au Wimbledon FC est désigné but de l'année par la BBC.
Di Canio renverse l'arbitre Paul Alcock après son expulsion face à Arsenal, alors qu'il porte les couleurs de Sheffield en 1998. Son geste lui vaut onze matchs de suspension et près de 15 000 € d'amende. Il reçoit néanmoins le prix du fair play de la FIFA en 2001, pour avoir arrêté le ballon, alors qu'il avait la possibilité de transformer une occasion de but, en raison de la blessure du gardien d'Everton. Il quitte le championnat anglais en 2004 pour retrouver la SS Lazio, son club formateur.
Lors d'un derby face à l'AS Rome, le rival de toujours, Di Canio effectue un salut fasciste au public. Le geste est réitéré en décembre contre Livourne, puis la Juventus. Di Canio est puni de 10 000 euros d'amende et d'un match de suspension par la commission de discipline de la fédération italienne. Son club tente de prendre ses distances, en revendiquant son rejet de la politisation du football. À cette occasion le joueur déclare dans la presse : « Je suis fasciste, mais pas raciste. Je fais le salut romain pour saluer mes camarades et ceux qui partagent mes idées. Ce bras tendu n'est pas une incitation à la violence ou à la haine raciale. » Il effectue ainsi au cours de sa carrière plusieurs saluts fascistes. Di Canio porte l'inscription « DVX » tatouée sur son bras, signifiant Duce en latin. Il obtiendra d'ailleurs le soutien d'Alessandra Mussolini, petite-fille de Benito Mussolini qui déclarera Comme ce salut romain me fait plaisir !.
Son dernier club est, de juillet 2006 à mars 2008, l'A.S. Cisco Calcio Roma, où il marque 14 buts en 46 matches. Il met fin à sa carrière après une série de blessures.

### Carrière d'entraîneur
Il signe le 20 mai 2011 au club de Swindon Town et en devient le nouvel entraîneur après le départ de Paul Hart.
Saison 2011-2012, Paolo Di Canio devient champion d’Angleterre de quatrième division dès sa première saison d’entraîneur.
Le 31 mars 2013 il devient le nouvel entraîneur de Sunderland après le limogeage de Martin O'Neill à cause de mauvais résultats,. Cette arrivée à Sunderland provoque le départ du vice-président du club et ex-ministre des Affaires étrangères David Miliband, qui rejette l'idéologie fasciste de Di Canio.
Il est limogé le 22 septembre 2013 après seulement cinq journées de championnat, Sunderland étant dernier au classement sans avoir gagné un seul match.

## Polémiques
En aout 2024, Paolo Di Canio critique le footballeur Rafael Leão et Theo Hernandez à la suite de l'affaire de la pause boisson qu'a fait à l’écart de son équipe ce week-end,. En réponse Rafael Leão affiche sur X une photo de Paolo Di Canio qui fait un salut fasciste,.

## Palmarès

### Joueur
- Vainqueur de la Coupe UEFA en 1993 avec la Juventus
- Champion d’Italie en 1996 avec le Milan AC
- Vainqueur de la Coupe Intertoto en 1999 avec West Ham United

### Entraîneur
- Champion d'Angleterre de quatrième division en 2012 avec Swindon Town

## Palmarès individuel
- Élu Manager de l’Année de League Two en 2012